# 23XI Racing
23XI Racing (prononcé twenty-three eleven racing) est une écurie américaine de course automobile professionnelle qui participe à la NASCAR Cup Series. Elle appartient et est exploitée par le basketteur Michael Jordan et par Denny Hamlin, actuel pilote de l'écurie Joe Gibbs Racing et triple vainqueur du Daytona 500. Le nom de l'équipe est constitué du no 23, porté par Michael Jordan pendant la plus grande partie de sa carrière en NBA et du no 11 correspondant au numéro des voitures pilotées par Denny Hamlin depuis le début de sa carrière en Cup Series.
L'écurie participe à la Cup Series avec trois Toyota dont la no 23 pilotée par Bubba Wallace, la no 45 pilotée par Tyler Reddick et la no 50 pilotée par trois pilotes différents dont Kamui Kobayashi et Corey Heim. L'écurie possède actuellement une alliance technique avec la Joe Gibbs Racing.

## Histoire

### Création
Au cours de l'été 2020, diverses rumeurs circulent selon lesquelles Michael Jordan aurait l'intention d'acquérir des parts dans l'écurie Richard Petty Motorsports, laquelle aligne Bubba Wallace, seul pilote afro-américain en NASCAR Cup Series. L'entourage de Michael Jordan dément néanmoins à plusieurs reprises ces rumeurs,.
Le 21 septembre 2020, Jordan et Denny Hamlin annoncent la création d'une nouvelle écurie en Cup Series pour la saison 2021, Jordan en étant le propriétaire majoritaire. Bubba Wallace, qui onze jours auparavant a annoncé son départ de la Richard Petty Motorsports devient leur premier pilote officiel,. L'écurie est assurée de participer à toutes les courses de la saison car elle a acquis un charter à l'écurie Germain Racing (en). Le nom de l'écurie, le numéro de la voiture et le constructeur n'ont pas été révélés au moment de cette annonce. Le 22 octobre, le nom de l'écurie est dévoilé. Il s'agit de la « 23XI Racing » dont la voiture portera le no 23, numéro porté par Michael Jordan au cours de sa carrière de basketteur),. Le 30 octobre, l'écurie annonce que le manufacturier sera Toyota, qu'elle a conclu une alliance technique avec l'écurie Joe Gibbs Racing (dont la voiture no 11 est pilotae par Hamlin) et qu'elle opérera à partir d'un atelier appartenant à la Germain Racing (en). Le 14 décembre, la 23XI Racing dévoile ses sponsors pour la saison 2021 : DoorDash, McDonald's, Columbia Sportswear, Dr Pepper et Root, Inc. Plusieurs membres de l'ancienne écurie Germain Racing ont également été engagés dont principalement des mécaniciens.
Le 12 juillet 2022, la 23XI Racing annonce qu'elle a signé pour la saison 2024, Tyler Reddick, double champion en Xfinity Series.

### Voitureno23

#### Bubba Wallace (depuis 2021)

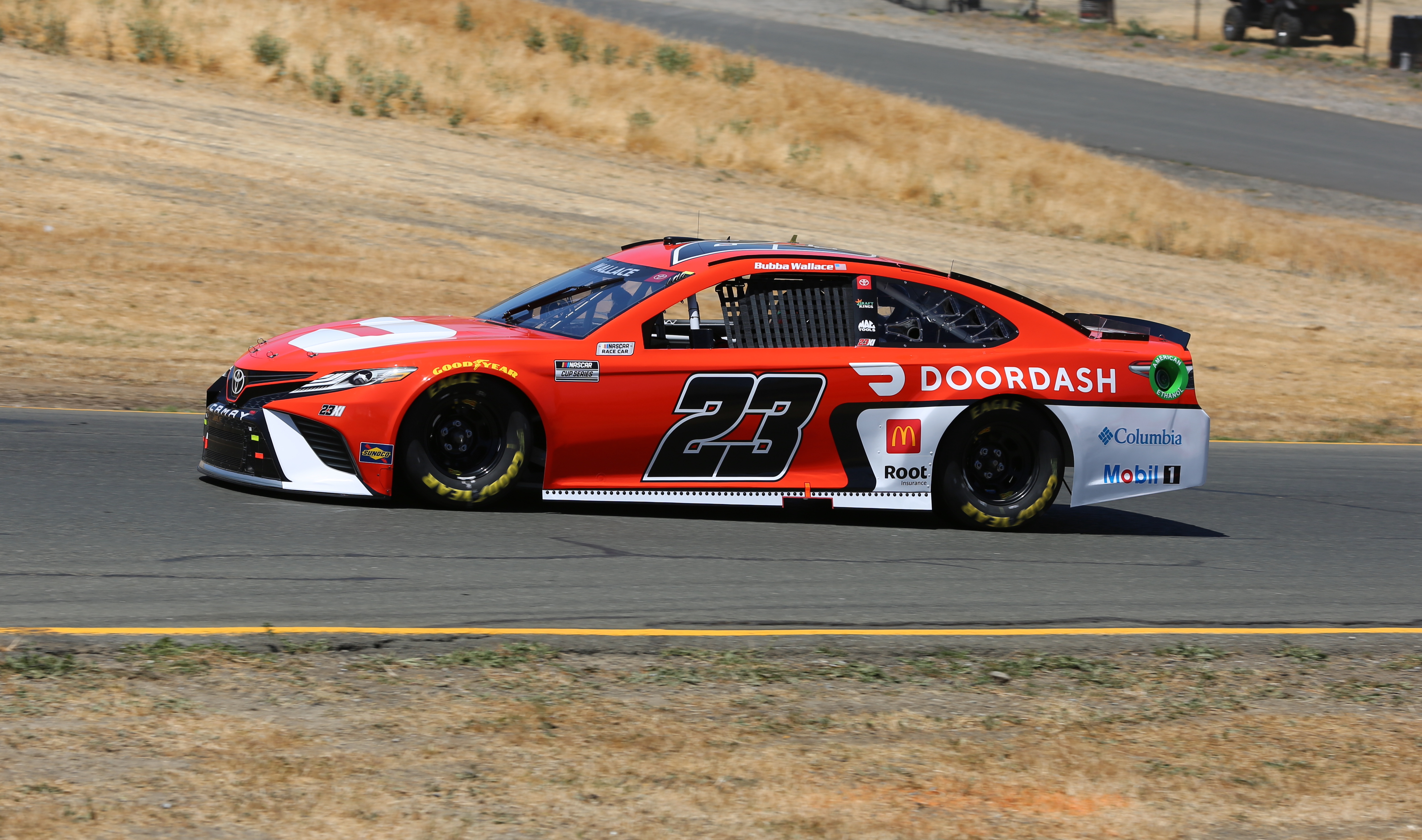
La voiture no 23 de Wallace sur le circuit de Sonoma en 2021.

Les débuts de Bubba Wallace avec l'équipe sont assez difficiles excepté un premier « Top-10 » à Phoenix. Lors de la course de printemps à Talladega, Il remporte le deuxième segment mais ne termine finalement que 19e. À Pocono, il termine 5e de la deuxième course, réalisant ainsi le meilleur résultat de l'équipe et son premier « Top-5 ». En août, il termine deuxième à Daytona. Bubba Wallace remporte sa première victoire en carrière lors de la course d'automne à Talladega, devenant ainsi le deuxième pilote afro-américain après Wendell Scott à remporter une course de Cup Series. Il termine le championnat à la 21e place.
Bubba Wallace commence la saison 2022 en terminant à la deuxième place du Daytona 500. Plus tard au cours de la saison régulière, il obtient quatre « Top-10 » consécutifs soit au New Hampshire, à Pocono, sur le circuit routier d'Indianapolis et au Michigan. Il ne parvient cepenndant pas à se qualifier pour les play-offs. Pour la fin de la saison, c'est Ty Gibbs qui pilote la no 23, Bubba Wallace prennant le volant de la no 45 dans l'optique du classement des propriétaires. Lors de la course de Phoenix, Ty Gibbs, affecté par le décès de son père, est remplacé par Daniel Hemric.
Bubba Wallace commence la saison 2023 par une 20e place au Daytona 500. Ses résultats s'améliorent de manière notable et il se qualifie pour les playoffs pour la première fois de sa carrière. Il est toutefois éliminé dès les huitièmes de finale à l'issue de la course sur le roval de Charlotte.

### Voitureno45

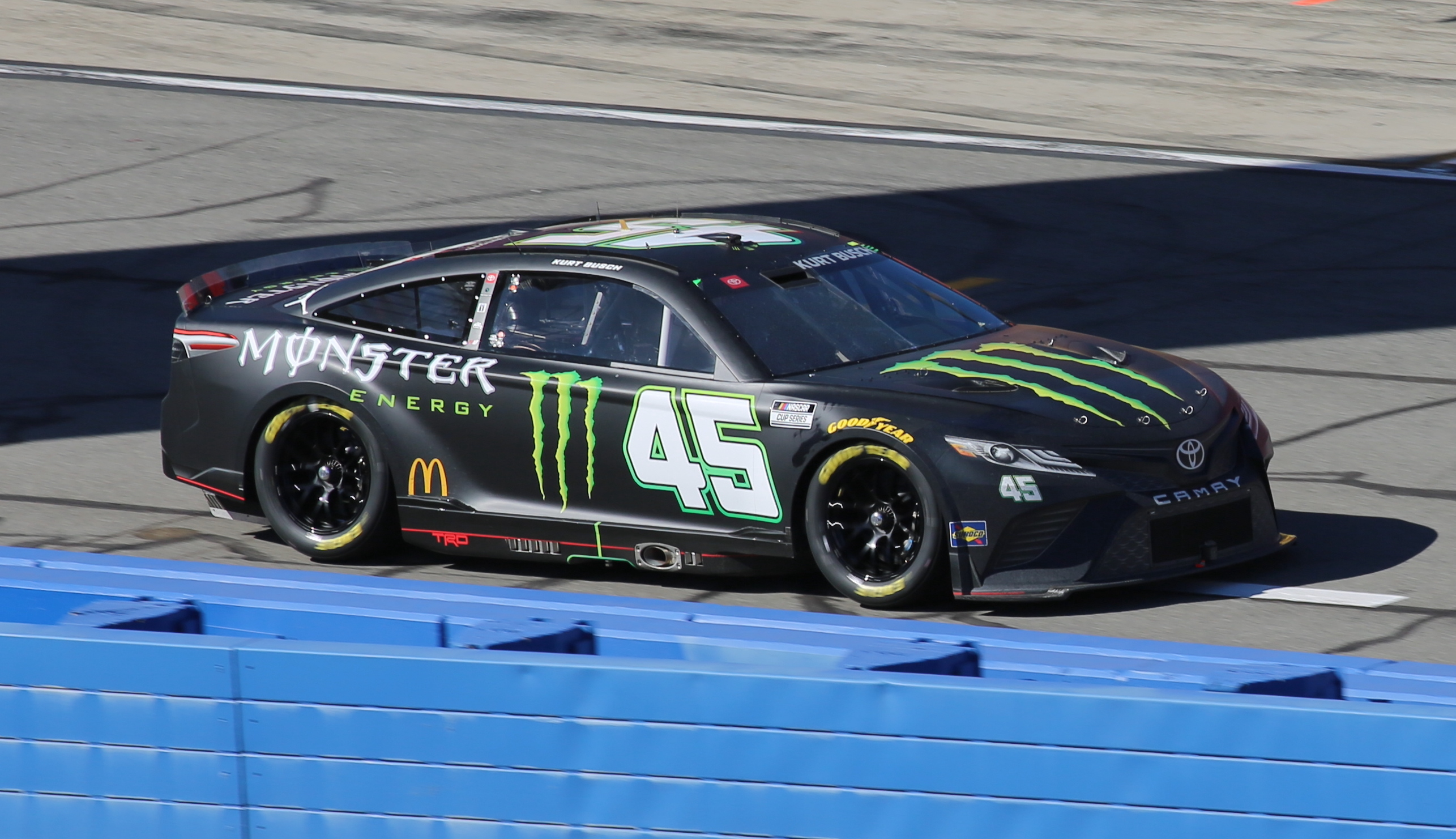
Kurt Busch dans la no 45 sur l'Auto Club Speedway en 2022.

#### Kurt Busch (2022)
Le 27 août 2021, l'« écurie » 23XI Racing annonce que Kurt Busch (accompagné de son sponsor Monster Energy} pilotera la Toyota Camry no 45 en 2022. Pour garantir la présence de la voiture sur la grille toute la saison, l'écurie acquiert le charter de l'écurie StarCom Racing (en) pour 13,5 millions de $. Il s'agit de l'achat le plus cher d'un charter depuis la mise en œuvre du système en 2016.
Kurt Busch réalise des débuts prometteurs avec des Top-5 à Phoenix et Atlanta, mais compte ensuite de mauvais résultats. Il rebondit avec une victoire au Kansas. Lors de la course de Pocono, Kurt Busch n'est pas médicalement autorisé à prendre le départ après un accident en qualifications. Il rate ensuite les cinq dernières courses de la saison régulière,,,. Le pilote d'Xfinity, Ty Gibbs, remplace Busch pour six courses et obtient une 10e place au Michigan, son premier « Top-10 ». Le 25 août, Busch retire sa demande de dérogation introsuite en vue d'une participation aux playoffs. Six jours plus tard, il est annoncé que Bubba Wallace passera sur la voiture no 45, celle-ci étant toujours en lice pour le championnat des propriétaires, Gibbs récupérant la 23,. Bubba Wallace termine neuvième à Darlington lors de la première course des playoffs et remporte sa deuxième victoire en carrière au Kansas. Le 16 octobre, Kurt Busch annonce qu'il ne participera pas en 2023 au programme complet de la Cup DSerrties tout en se réservant néanmoins la possibilité de participer à quelques courses. Suspendu pour une course à la suite des incidents survenu à Las Vegas où il sort volontairement Kyle Larson de la piste avant de s'en prendra physiquement à lui par la suite, Bubba Wallace est remplacé par John Hunter Nemechek pour conduire la no 45 à Homestead.

#### Tyler Reddick (depuis 2023)

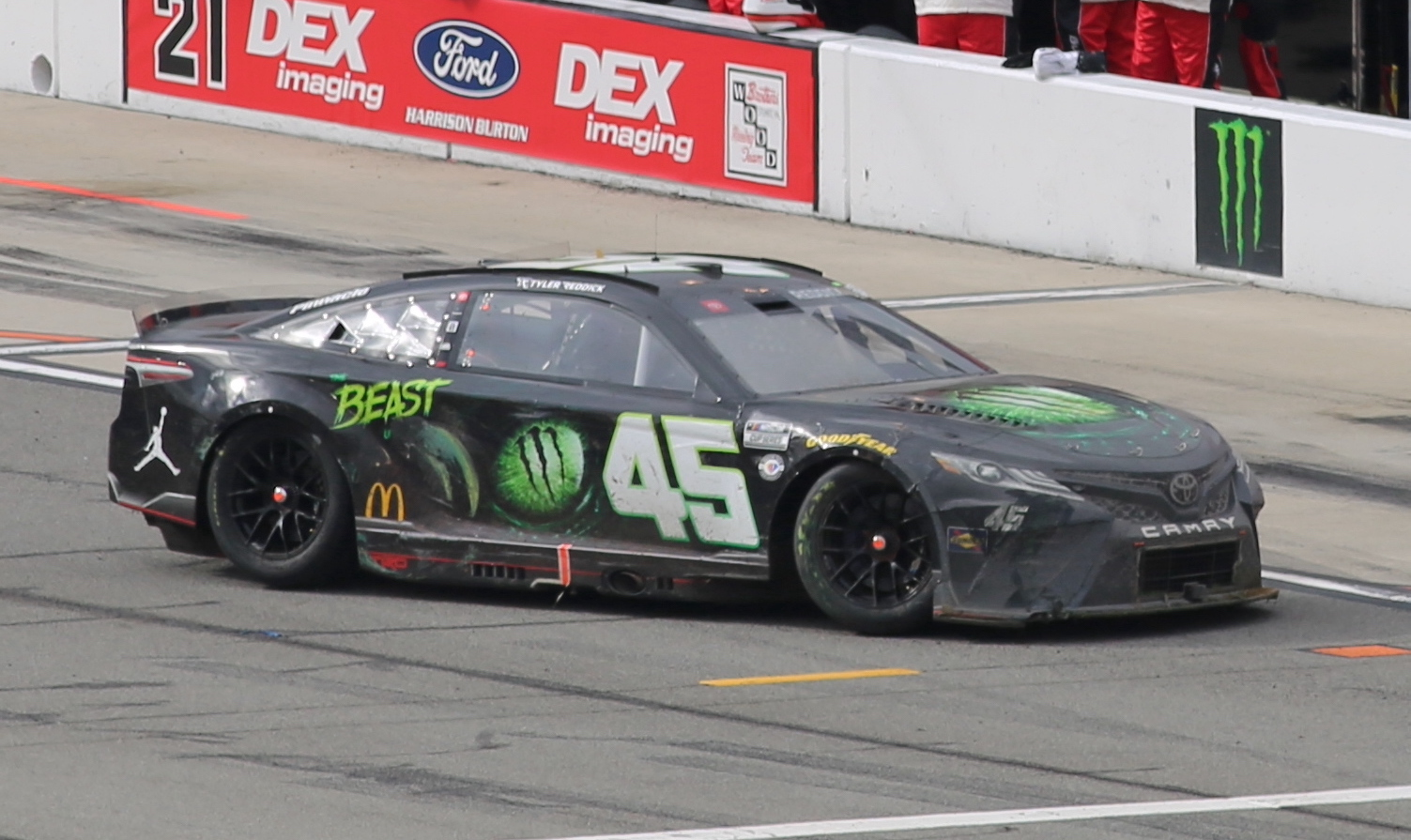
Tyler Reddick dans la no 45 sur l'Auto Club Speedway en 2023.

Le 15 octobre 2022, la 23XI Racing annonce avoir racheté le reste du contrat de Tyler Reddick à la Richard Childress Racing pour remplacer Kurt Busch au volant de la no 45 pour la saison 2023. Reddick avait initialement signé avec la 23XI Racing pour la saison 2024, mais la commotion cérébrale subie par Busch ayant entraîné son retrait de la compétition pour le reste de la saison 2023, l'écurie a été amenée à avancer son engagement.
Tyler Reddick remporte sa première victoire de la saison sur le Circuit des Amériques (COTA). Pendant les playoffs, Reddick gagne au Kansas et termine finalement 6e du championnat.
En 2024, Tyler Reddick se classe 29e au Daytona 500 qu'il ne termine pas et remporte sa première victoire de la saison à Talladega en dépassant Brad Keselowski dans la dernière ligne droite.

### Programme partiel

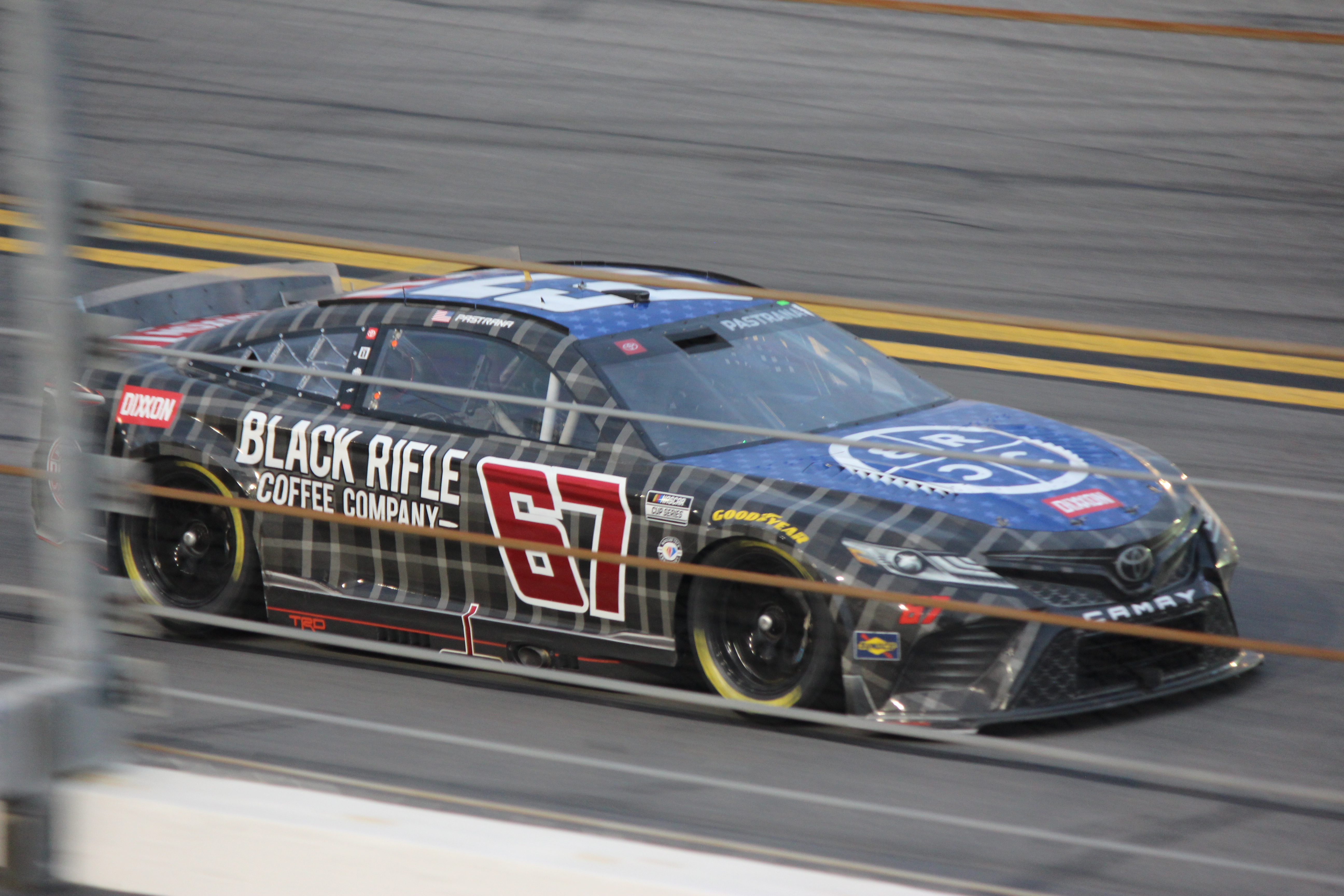
Pastrana au Daytona 500 de 2023.

#### Voiture 67 (2023)
Le 17 janvier 2023, la 23XI Racing annonce que Travis Pastrana va tenter de qualifier la Toyota Camry no 67 pour le Daytona 500 de 2023 avec le sponsoring de la Black Rifle Coffee Company (en). Le 14 février, Pastrana réalise le deuxième tour le plus rapide parmi les équipes sans charter (25e temps au total) et décroche sa qualification. Accidenté lors des Duels, Psatrana est placé en dernière position pour le départ de la course qu'il termine finalement à la 11e place.
Le 7 juin 2023, il est annoncé que Kamui Kobayashi effectuera ses débuts en Cup Series au volant de la no 67 pour la course routière d'Indianapolis. Il s'y classe 33e après avoir été impliqué dans plusieurs accidents.

#### Voiture 50 (2024)
Le 13 mars 2024, il est confirmé que Kobayashi pilotera à nouveau en 2024, cette fois à l'occasion du EchoPark Automotive Grand Prix au volant de la no 50 au lieu de la no 67 pour célébrer le 50e anniversaire du sponsor Mobil 1. L'écurie devrait participer à deux autres courses avec la no 50 pilotée par deux autres pilotes.